# Сарыбалык (Здвинский район)
Сарыбалык— село в Здвинском районе Новосибирской области. Административный центр Сарыбалыкского сельсовета.

## География
Площадь села — 130 гектаров.

## Население
| 2002 | 2007 | 2010 |
| ---- | ---- | ---- |
| 772  | ↗839 | ↘745 |

## Инфраструктура
В селе по данным на 2007 год функционируют 1 учреждение здравоохранения, 1 образовательных учреждения.